# Delphacodes leptypha
Delphacodes leptypha är en insektsart som först beskrevs av Charles Jean-Baptiste Amyot 1847.  Delphacodes leptypha ingår i släktet Delphacodes och familjen sporrstritar. Inga underarter finns listade i Catalogue of Life.